# Ariosoma meeki
Ariosoma meeki is een  straalvinnige vissensoort uit de familie van zeepalingen (Congridae). De wetenschappelijke naam van de soort is voor het eerst geldig gepubliceerd in 1900 door Jordan & Snyder.